# 大观圣作之碑 (繁峙)
大观圣作之碑又名御制学校八行八刑之碑，位于中華人民共和國山西省繁峙县杏园乡南关村西50米处，为北宋大观元年改革的产物，为现存几块大观圣作之碑之一。大观圣作之碑原文为宋徽宗御笔，由李时雍奉诏摹写，碑额为蔡京奉敕题写，张士臣奉旨镌刻。该碑位于繁峙县旧县城遗址中。此碑在清代杨笃所撰《山右金石记》、清代孙星衍、邢澍所编《寰宇访碑录》中均有记载。大观圣作之碑於2007年6月6日被列入忻州市文物保护单位。

## 位置
繁峙县的大观圣作之碑位于杏园乡南关村西50米处，研究者认为此碑位于北宋时期繁峙县城的文庙中。据清道光《繁峙县志》，唐代圣历二年繁峙县城重建，选址滹沱河南；明代万历十四年时县城迁至滹沱河北。大观圣作之碑处在繁峙旧县城遗址内西南部的高地上。据繁峙县作头村《张氏宗谱》，万历十四年前的繁峙县城分为“上城”与“下城”，且“上城之庭院居于下城之屋顶之上”。旧县城遗址的南部较高，研究者据此认为大观圣作之碑的位置属于上城。大观圣作之碑附近还发现了一些黄绿色琉璃建筑构件以及磁州窑瓷器残片，这表明碑刻的位置可能是宋代的文庙或者学宫。

## 形制与碑文
繁峙大观圣作之碑为青石质，碑首为椭圆形，龟趺座。全碑通高510厘米。碑身高度为430厘米（一说410厘米），宽135厘米，厚50厘米，自下向上逐渐变薄。碑座高100厘米，长200厘米，宽150厘米。碑额正中为阴刻“大观圣作之碑”六字，系蔡京的楷书。碑文四周为浅线刻卷龙缠枝牡丹纹。碑阳共有20行正文，满行71字（一说27行，满行78字），系北宋书法家李时雍奉诏摹写的瘦金体。碑阴没有碑文。
大观圣作之碑也称“御制学校八行八刑之碑”，是北宋教育体制改革的产物。王安石熙宁变法中推行“三舍法”，引入从太学选拔人才的机制。崇宁元年（1102年），蔡京奏请在各县设立县学。崇宁三年（1104年）起停止科举，直到宣和三年（1120年）才恢复。大观元年（1107年），北宋推行八行取士，按照士人的品德，选拔学生和官员。宋徽宗亲自书写了诏令，并敕令李时雍摹写，蔡京题额，刻在石上，于各州府县学宫中立碑。

## 保护
中华人民共和国境内完整的大观圣作之碑并不多。繁峙大观圣作之碑保存较差，碑阳下半部的文字和线刻已经漫灭难辨。碑阴也遭到了严重破坏。1985年4月，大观圣作之碑被列入繁峙县文物保护单位。2007年6月6日被列入首批忻州市文物保护单位。